# Hans von der Groeben
Hans von der Groeben (ur. 14 maja 1907 w Łankiejmach, zm. 5/6 marca 2005 w Rheinbach) – niemiecki polityk, dyplomata i dziennikarz, Komisarz ds. Konkurencji w pierwszej i drugiej komisji Waltera Hallsteina (1958–1967), Komisarz ds. Rynku Wewnętrznego i Komisarz ds. Polityki Regionalnej w komisji Jeana Reya (1967–1970) .